# Рейгевейде
Рейгевейде (нід. Ruigeweide) — селище в нідерландській провінції Утрехт. Входить до муніципалітету Аудеватер.
Його площа становить 4,78 км², а населення станом на 2021 рік складало 105 осіб.
Перша згадка про населений пункт датується 1371 роком.